# 通博洛
通博洛（義大利語：Tombolo），是意大利帕多瓦省的一个市镇。总面积11.09平方公里，人口8262人，人口密度745.0人/平方公里（2009年）。ISTAT代码为028091。